# Kids See Ghosts
Kids See Ghosts (стил. под маюскул) — американская хип-хоп супергруппа, состоявшая из Канье Уэста и Кида Кади. Образованный в 2018 году во время сессий Уэста в Вайоминге, дуэт выпустил свой одноименный дебютный альбом в июне того же года на принадлежащих им лейблах GOOD Music и Wicked Awesome Records. Дуэт распался в 2022 году.

## История

### Предыстория и зарождение
В 2006 году тогда еще начинающий артист Кид Кади впервые встретил рэпера-продюсера Канье Уэста в магазине Virgin Megastore, о чем Кади рассказал в интервью Spin в 2009 году: «Я рассматривал компакт-диски, увидел отблеск фигурки Иисуса в правой части глаза, поднял глаза, и это был Канье Уэст», — сказал Кади, добавив, что он представился и предложил Уэсту послушать его музыку. Позже Кади снова столкнулся с Уэстом, когда тот работал в магазине Bape в Нью-Йорке: «Я помню, как однажды Канье зашел в магазин, и я помог ему купить пару вещей», — сказал Кади. «Я забыл снять датчик с одной из курток, которую он купил, и мне пришлось выбежать из магазина, чтобы поймать его, пока он не ушел. Довольно забавно, что я бежал за ним в SoHo.»
В 2008 году Кид Кади привлек внимание тогдашнего A&R Канье Уэста, Плейна Пэта, который познакомился с ним на собрании Def Jam и взял копию его демо-записи. Плейн Пэт представил музыку Кади Уэсту, в результате чего Уэст подписал контракт с Кади через свой лейбл GOOD Music в том же году. После того, как Кади подписал контракт с GOOD, он начал активно сотрудничать с Уэстом. Сначала Уэст обратился к Кади, чтобы тот написал хуки для американского рэпера и магната Jay-Z, а во время работы в студии Кади и Уэст перешли от работы над The Blueprint 3 (2009) к четвертому сольному альбому Уэста 808s & Heartbreak (2008). Участие Кади в работе над этим альбомом выразилось в соавторстве и/или вокале в песнях «Heartless», «Welcome to Heartbreak», «Paranoid» и «RoboCop». Кид Кади зарекомендовал себя как выдающийся автор песен и приглашенный артист на 808s & Heartbreak: песни «Paranoid» и «Heartless» были выпущены в качестве синглов, а песня «Welcome to Heartbreak» вошла в чарты как альбомная композиция и достигла 87-го места в чарте Pop 100.
Они продолжили работу над дебютным альбомом Кади Man on the Moon: The End of Day (2009), причем Уэст выступил в качестве исполнительного продюсера. Уэст также спродюсировал две песни, а именно «Sky Might Fall» и третий сингл «Make Her Say» при участии Common, в котором Уэст также принял участие. По состоянию на 2018 год, Кади участвовал в создании каждого альбома Уэста, начиная с альбома 2008 года 808s & Heartbreak, а их совместная работа 2016 года «Father Stretch My Hands» попала в Топ-40 американского чарта Billboard Hot 100.
После непродолжительной размолвки они воссоединились в конце 2016 года, когда закончился тур Уэста Saint Pablo Tour, в конце которого он был госпитализирован. Уэст внезапно отменил свой тур Saint Pablo и обратился в больницу в связи с истощением в ноябре 2016 года. На тот момент Уэст лишь дважды выступал вживую с Кади, который также обратился за психиатрической помощью осенью 2016 года, исполняя песню «Father Stretch My Hands Pt. 1» в ноябре 2017 года и в феврале. Однако по состоянию на 2018 год Уэст не появился ни на одной из песен Кади и не работал ни над одним из его альбомов, начиная с альбома 2010 года Man on the Moon II: The Legend of Mr. Rager.

### Формирование и дебютный альбом
19 апреля 2018 года Уэст объявил через Twitter, что совместный альбом с Кидом Кади выйдет в июне. В своем твите он раскрыл название группы, которое также является названием их дебютного альбома Kids See Ghosts. 22 апреля, в очередной раз через Twitter, Уэст представил обложку альбома, которую написал токийский художник Такаси Мураками. Дуэт был первоначально сфотографирован с Мураками в июле 2017 года. 25 апреля Уэст сообщил, что альбом будет сопровождаться короткометражным фильмом, снятым режиссером Декстером Нави, известным своими совместными работами с The Neighbourhood и ASAP Rocky.
8 июня был выпущен их одноименный дебютный альбом после вечеринки с живым выступлением в Санта-Кларите. Kids See Ghosts дебютировал на втором месте в американском чарте Billboard 200 с 142 000 эквивалентных альбому единиц, из которых 79 000 были чистыми продажами альбома. Он стал десятым альбомом Уэста и шестым альбомом Кади, попавшим в топ-5 рейтинга в Соединенных Штатах. Все семь композиций альбома попали в чарт Billboard Hot 100. Песня «Reborn» попала в топ-40 американского Hot 100, заняв 39 место.
В июле 2018 года Кади сообщил, что он и Уэст продолжат выпускать музыку под брендом Kids See Ghosts. «Есть несколько песен, которые мы не включили в альбом, и я надеюсь, что мы сможем выпустить их позже», — рассказал Кади в интервью Billboard. «В планах — выпустить больше альбомов группы Kids See Ghosts… У нас просто есть эта химия, которая просто невероятна, особенно когда нам приходится бороться за нее друг с другом».
Дебют вживую под этим псевдонимом состоялся 11 ноября 2018 года на Camp Flog Gnaw Carnival от Tyler, the Creator. Они полностью исполнили свой альбом, а также песни Канье «Father Stretch My Hands Pt. 1», «Welcome to Heartbreak», «Paranoid», «Ghost Town» и сингл «Pursuit of Happiness». Во время выступления Кади на фестивале Coachella 2019 Уэст присоединился к нему на сцене для исполнения песен «Feel the Love», «Reborn», «Father Stretch My Hands Pt. 1», «Ghost Town» и «Ghost Town Pt. 2». 070 Shake и Ty Dolla Sign, часто сотрудничающие с дуэтом, вышли на сцену, чтобы исполнить свои партии в двух последних песнях.

### Нереализованные проекты

#### KSG2
В интервью Complex в сентябре 2019 года Кид Кади заверил поклонников в том, что у него и Канье Уэста будет больше материала. «Будет еще несколько альбомов Kids See Ghosts. Канье уже сказал мне, что хочет начать работу над вторым», — сказал он. «С первым альбомом я не знал, насколько серьезно он настроен записать совместный альбом со мной», — продолжил он. «Он упоминал об этом, но я думал, что это просто хорошая идея, которая пришла ему в голову в тот момент. Но потом он продолжал говорить об этом, приглашал меня к себе домой, слушать музыку и работать над битами, и я подумал: „Ого, он действительно заинтересован в этом“. У нас был разговор, он сказал, что хочет сделать духовный альбом, и я сказал ему: „Отлично. Это то, чем я занимаюсь. Я бы с удовольствием сделал это, что-то, во что я могу вгрызться зубами“. Так что все это обязательно будет».

#### Анимационный сериал
26 июня 2020 года в социальных сетях был анонсирован мультипликационный сериал, режиссером которого выступает художник Такаси Мураками. Сериал повествует о приключениях медведя Канье, персонажа, изображенного на обложках первых трех альбомов Уэста, и Кида Фокса, персонажа, созданного специально для сериала, оба из которых выступают в качестве карикатурных персонажей артистов. В настоящее время дата выхода сериала не назначена, и он вряд ли выйдет в эфир в связи с расколом группы.

### Разрыв партнерских отношений
19 апреля 2022 года, ровно через четыре года после объявления о создании группы, Кид Кади объявил, что песня «Rock n Roll», вошедшая в четвёртый альбом Pusha T It’s Almost Dry, станет его последним сотрудничеством с Уэстом из-за недавнего поведения последнего, что привело к расторжению партнерства дуэта. Кади заявил в Твиттере: «Я сделал эту песню год назад, когда я еще был в хороших отношениях с Канье. Я не в ладах с этим человеком. Он мне не друг, и я записал песню только для Пуши, потому что он мой друг. Это последняя песня, которую я исполняю вместе с Канье».

## Дискография

### Студийные альбомы
| Название        | Детали альбома                                                                                                  | Наивысшие позиции в чартах | Наивысшие позиции в чартах | Наивысшие позиции в чартах | Наивысшие позиции в чартах | Наивысшие позиции в чартах | Наивысшие позиции в чартах | Наивысшие позиции в чартах | Продажи        | Сертификации    |
| Название        | Детали альбома                                                                                                  | US                         | AUS                        | CAN                        | NOR                        | NZ                         | SWE                        | UK                         | Продажи        | Сертификации    |
| --------------- | --- | -------------------------- | -------------------------- | -------------------------- | -------------------------- | -------------------------- | -------------------------- | -------------------------- | -------------- | --------------- |
| Kids See Ghosts | - Выпущен: 8 июня 2018 - Лейблы: Wicked Awesome, GOOD, Def Jam - Форматы: CD, LP, цифровое скачивание, стриминг | 2                          | 4                          | 3                          | 3                          | 3                          | 13                         | 7                          | - США: 142,000 | - RIAA: золотой |

### Песни, попавшие в чарты
| Название                                                 | Год  | Наивысшие позиции в чартах | Наивысшие позиции в чартах | Наивысшие позиции в чартах | Наивысшие позиции в чартах | Наивысшие позиции в чартах | Наивысшие позиции в чартах | Наивысшие позиции в чартах | Наивысшие позиции в чартах | Сертификации       | Альбом          |
| Название                                                 | Год  | US                         | US R&B/HH                  | AUS                        | CAN                        | IRE                        | NZ Heat.                   | SWE Heat.                  | UK                         | Сертификации       | Альбом          |
| -------------------------------------------------------- | ---- | -------------------------- | -------------------------- | -------------------------- | -------------------------- | -------------------------- | -------------------------- | -------------------------- | -------------------------- | ------------------ | --------------- |
| «Feel the Love» (при участии Pusha T)                    | 2018 | 47                         | 24                         | 57                         | 35                         | 50                         | —                          | 19                         | 47                         | - RIAA: золотой    | Kids See Ghosts |
| «Fire»                                                   | 2018 | 67                         | 32                         | 69                         | 49                         | 58                         | —                          | —                          | —                          |                    | Kids See Ghosts |
| «4th Dimension» (при участии Луи Примы)                  | 2018 | 42                         | 21                         | 46                         | 27                         | 49                         | 1                          | 20                         | 46                         | - RIAA: золотой    | Kids See Ghosts |
| «Freeee (Ghost Town, Pt. 2)» (при участии Ty Dolla Sign) | 2018 | 62                         | 30                         | 72                         | 58                         | 66                         | —                          | —                          | —                          |                    | Kids See Ghosts |
| «Reborn»                                                 | 2018 | 39                         | 18                         | 55                         | 30                         | 48                         | 2                          | 1                          | 48                         | - RIAA: платиновый | Kids See Ghosts |
| «Kids See Ghosts» (при участии Yasiin Bey)               | 2018 | 73                         | 37                         | 84                         | 53                         | 64                         | —                          | —                          | —                          |                    | Kids See Ghosts |
| «Cudi Montage» (при участии Mr. Hudson)                  | 2018 | 69                         | 34                         | 89                         | 61                         | 67                         | —                          | —                          | —                          | - RIAA: золотой    | Kids See Ghosts |

### Совместные появления
| Название                         | Год  | Исполнители                                                           | Альбом                                      |
| -------------------------------- | ---- | --------------------------------------------------------------------- | ------------------------------------------- |
| «Welcome to Heartbreak»          | 2008 | Канье Уэст, Кид Кади                                                  | 808s & Heartbreak                           |
| «Paranoid»                       | 2008 | Канье Уэст, Mr Hudson, Кид Кади                                       | 808s & Heartbreak                           |
| «Make Her Say»                   | 2009 | Кид Кади, Канье Уэст, Common                                          | Man on the Moon: The End of Day             |
| «GOOD Friday»                    | 2010 | Канье Уэст, Кид Кади, Биг Шон, Pusha T, Common, Charlie Wilson        | GOOD Fridays                                |
| «Christian Dior Denim Flow»      | 2010 | Канье Уэст, Кид Кади, Джон Ледженд, Pusha T, Ллойд Бэнкс, Ryan Leslie | GOOD Fridays                                |
| «The Joy»                        | 2010 | Канье Уэст, Кид Кади, Пит Рок, Charlie Wilson, Кёртис Мейфилд, Jay-Z  | GOOD Fridays                                |
| «Gorgeous»                       | 2010 | Канье Уэст, Кид Кади, Raekwon                                         | My Beautiful Dark Twisted Fantasy           |
| «All of the Lights»              | 2010 | Канье Уэст, Кид Кади, Рианна, Ферги                                   | My Beautiful Dark Twisted Fantasy           |
| «Welcome to the World»           | 2010 | T.I., Канье Уэст, Кид Кади                                            | No Mercy                                    |
| «Wild’n Cuz I’m Young»           | 2010 | Кид Кади, Канье Уэст                                                  | Внеальбомный сингл                          |
| «Erase Me»                       | 2010 | Кид Кади, Канье Уэст                                                  | Man on the Moon II: The Legend of Mr. Rager |
| «Gotta Have It»                  | 2011 | Канье Уэст, Jay-Z, Кид Кади                                           | Watch the Throne                            |
| «Murder to Excellence»           | 2011 | Канье Уэст, Jay-Z, Кид Кади                                           | Watch the Throne                            |
| «Illest Motherfucker Alive»      | 2011 | Канье Уэст, Jay-Z, Кид Кади, Bankuli, Aude Cardona                    | Watch the Throne                            |
| «The Joy»                        | 2011 | Канье Уэст, Jay-Z, Кид Кади, Charlie Wilson, Pete Rock                | Watch the Throne                            |
| «Guilt Trip»                     | 2013 | Канье Уэст, Кид Кади                                                  | Yeezus                                      |
| «Father Stretch My Hands, Pt. 1» | 2016 | Канье Уэст, Кид Кади, Kelly Price                                     | The Life of Pablo                           |
| «Waves»                          | 2016 | Канье Уэст, Кид Кади, Крис Браун                                      | The Life of Pablo                           |
| «Can’t Look in My Eyes»          | 2016 | Канье Уэст, Кид Кади                                                  | Внеальбомный сингл                          |
| «No Mistakes»                    | 2018 | Канье Уэст, Кид Кади, Charlie Wilson, Caroline Shaw                   | Ye                                          |
| «Ghost Town»                     | 2018 | Канье Уэст, Кид Кади, PartyNextDoor, 070 Shake                        | Ye                                          |
| «Moon»                           | 2021 | Канье Уэст, Кид Кади, Don Toliver                                     | Donda                                       |
| «Remote Control, Pt. 2»          | 2021 | Канье Уэст, Кид Кади, Янг Таг                                         | Donda (Deluxe)                              |
| «Rock n Roll»                    | 2022 | Pusha T, Канье Уэст, Кид Кади                                         | It’s Almost Dry                             |